# Batalla de Abejorral
La batalla del Abejorral se refiere a dos enfrentamientos armados consecutivos sucedidos en abril de 1831 entre las fuerzas constitucionalistas del coronel Salvador Córdova y las dictatoriales del comandante Núñez primero y del coronel Castelli después, ambos con victoria de Córdova.

## Antecedentes
El 16 de octubre de 1829 fue asesinado el general José María Córdova en un hospital de El Santuario, después se rebelarse contra el gobierno de Simón Bolívar. Había sido apoyado por el gobernador de Antioquia, Manuel Antonio Jaramillo, y el comandante militar de la provincia y su hermano, coronel Salvador Córdova. A raíz de esto su hermano fue a la cárcel de Medellín, donde en marzo de 1830 estuvo a punto de ser ejecutado por el coronel Carlo Castelli de no ser por la intervención del general Rafael Urdaneta.
El 5 de septiembre el general Urdaneta derrocó al gobierno de Joaquín Mosquera y Domingo Caycedo, estableciendo una dictadura que exigía el retorno de Bolívar a la presidencia. De inmediato se dieron una serie de rebeliones en todo la Nueva Granada para reponer al gobierno legítimo. La élite antioqueña apoyo el nuevo gobierno, salvo Córdova y Mariano Ospina. En enero siguiente llegan las noticias de la muerte de Bolívar a Medellín y Castelli lo envía a Cartagena de Indias. El coronel es paseado encadenado públicamente por Medellín, Rionegro y Marinilla en su camino al puerto caribeño.
La provincia antioqueña tuvo un destacado papel en la independencia, aportando con más 2.000 de sus hijos a los ejércitos de Bolívar para las campañas de la costa atlántica, Maracaibo, Quito, Perú y Alto Perú, además de un fuerte coste económico.

## Batalla
El 14 de marzo, en Nare, el coronel Córdova, dos capitanes y dos ciudadanos son dados en custodia al teniente Bibiano Robledo y 8 soldados, con quien se fugan e inician una rebelión en San Bartolomé. Pronto formaron una pequeña columna militar de 12 hombres que entró en Remedios, sumó reclutas en Cancán, pasó por Rionegro, uniéndose el capitán Ramón Escobar con algunos seguidores, luego por Envigado y Marinilla, donde le dieron 35 fusiles.
Los revolucionarios avanzaron hasta el Abejorral, donde el comandante Miguel Núñez intenta detenerlos con 200 hombres, pero los rebeldes consiguen flanquearlo. A pesar de la posición ventajosa de Núñez, tras un breve tiroteo, los dictatoriales se dispersaron y dejaron más de 60 prisioneros, 100 fusiles y 10.000 cartuchos. Al amanecer siguiente llegó Castelli, quien de inmediato atacó aprovechando que los constitucionalistas no acababan de perseguir a los vencidos el día anterior, atrincherándose detrás de las tapias del cementerio. Pero los revolucionarios ocuparon las posiciones que antes había ocupado Núñez y forzaron las defensas dictatoriales, haciendo que Castelli huyera sin ordenar el cese de fuego. Fue completamente vencido y toda su tropa y equipamiento fueron a manos de Córdoba.

## Consecuencias
Castelli fue capturado en La Ceja. Después de la victoria el coronel se proclama luchador contra la «tiranía». Al día siguiente, desde su prisión, Castelli escribió a Urdaneta pidiéndole negociar con el vencedor. El 18 de abril entraba en Medellín Córdova y se proclamaba comandante militar de la provincia, con Francisco Montoya como gobernador. Controlaba toda Antioquia. Luego le juró lealtad a Caycedo (Mosquera había sido exiliado). Castelli fue enviado a Bogotá, donde se fugó para salvarse del fusilamiento.